# Матчи мужской сборной России по волейболу 1998
В сезоне 1998 года сборная России приняла участие в 3 официальных турнирах, проводимых под эгидой ФИВБ и ЕКВ.

## Матчи

### Чемпионат Европы 1999. Квалификация
| № 1(133) | 30.04.1998 Вена    | Австрия — Россия — 0:3 (7:15, 6:15, 9:15)     |
| Австрия: ??? Россия: Вадим Хамутцких, Алексей Кулешов, Сергей Тетюхин, Роман Яковлев, Дмитрий Желтуха, Алексей Казаков. Выход на замену: Константин Ушаков, Станислав Динейкин. |                    |                                               |
| № 2(134) | 9.05.1998 Белгород | Россия — Португалия — 3:0 (15:11, 15:4, 15:5) |
| Россия: Вадим Хамутцких (1+1), Алексей Казаков (1+3), Сергей Тетюхин (8+8), Дмитрий Желтуха (8+13), Роман Яковлев (5+12), Алексей Кулешов (1+4). Выход на замену: Константин Ушаков (2+0), Станислав Динейкин (5+5), Александр Герасимов (2+1). Португалия: Убиражара (2+11), Вагнер (0+6), Силвейра (5+10), Жозе (2+6), Монтейра (3+14), Соуза (0+2). Выход на замену: Азена (0+1), Марко (0+1), Тешейра (0+0), Пасо (0+0). |                    |                                               |

### Мировая лига. Интерконтинентальный раунд
| № 3(135) | 15.05.1998 Липецк. Дворец спорта «Юбилейный». 4000 зрителей     | Россия — Польша — 2:3 (15:10, 15:7, 16:17, 12:15, 11:15)    |
| Россия: Константин Ушаков (4+2), Станислав Динейкин (11+16), Сергей Тетюхин (9+25), Роман Яковлев (5+26), Алексей Казаков (9+7), Валерий Горюшев (12+20). Выход на замену: Александр Березин (1+0), Александр Герасимов (2+5), Вадим Хамутцких (0+0), Евгений Митьков (л). Польша: Анджей Стельмах (4+2), Пётр Грушка (6+16), Радослав Внук (1+3), Павел Папке (11+24), Михал Хадала (1+4), Марцин Новак (10+17). Выход на замену: Дамьян Дацевич (7+14), Павел Загумный (0+0), Марцин Прус (1+1), Себастьян Свидерский (6+11).                       |                                                                 |                                                             |
| № 4(136) | 16.05.1998 Липецк. Дворец спорта «Юбилейный». 3900 зрителей     | Россия — Польша — 3:0 (15:5, 15:11, 15:12)                  |
| Россия: Дмитрий Желтуха (4+8), Вадим Хамутцких (2+3), Станислав Динейкин (9+5), Сергей Тетюхин (10+9), Александр Герасимов (2+4), Алексей Казаков (4+9). Выход на замену: Роман Яковлев (4+9), Александр Березин (0+0), Алексей Кулешов (0+0), Евгений Митьков (л). Польша: Давид Мурек (3+11), Радослав Внук (4+2), Марцин Прус (4+9), Михал Хадала (4+4), Дамьян Дацевич (3+10), Павел Загумный (2+0). Выход на замену: Анджей Стельмах (0+0), Павел Папке (0+2), Себастьян Свидерский (0+2), Марцин Новак (1+0).                                   |                                                                 |                                                             |
| № 5(137) | 22.05.1998 Нови-Сад. Зал «Войводина». 4650 зрителей             | Югославия — Россия — 1:3 (6:15, 12:15, 15:13, 8:15)         |
| Югославия: Велько Петкович (0+0), Горан Вуевич (8+23), Игор Вушурович (4+7), Владимир Батез (3+16), Владимир Грбич (14+18), Дьюла Мештер (1+13). Выход на замену: Эдин Шкорич (0+2), Райко Йоканович (1+0), Владимир Васович (0+0), Милутин Стойкович (0+0), Слободан Бошкан (л). Россия: Дмитрий Желтуха (3+16), Вадим Хамутцких (1+5), Станислав Динейкин (6+9), Сергей Тетюхин (9+13), Роман Яковлев (13+22), Алексей Казаков (9+12). Выход на замену: Валерий Горюшев (0+8), Александр Березин (0+0), Алексей Кулешов (1+0), Евгений Митьков (л). |                                                                 |                                                             |
| № 6(138) | 23.05.1998 Белград. Зал «Пионир». 3700 зрителей                 | Югославия — Россия — 0:3 (11:15, 13:15, 4:15)               |
| Югославия: Райко Йоканович (1+0), Слободан Бошкан (3+6), Горан Вуевич (6+12), Игор Вушурович (2+9), Владимир Грбич (4+10), Дьюла Мештер (2+8). Выход на замену: Велько Петкович (1+0), Эдин Шкорич (0+3), Владимир Васович (0+1), Милутин Стойкович (л). Россия: Вадим Хамутцких (2+2), Станислав Динейкин (4+12), Сергей Тетюхин (8+5), Роман Яковлев (9+14), Алексей Казаков (1+6), Дмитрий Желтуха (6+11). Выход на замену: Александр Березин (0+0), Алексей Кулешов (0+1), Евгений Митьков (л).                                                   |                                                                 |                                                             |
| № 7(139) | 28.05.1998 Рио-де-Жанейро. Зал «Мараканазиньо». 12 000 зрителей | Бразилия — Россия — 3:0 (15:12, 15:12, 15:7)                |
| Бразилия: Роим (6+18), Маурисио (0+6), Жиба (9+19), Дуглас (8+7), Налберт (3+7), Густаво (4+6). Выход на замену: Андре (0+0), Рикардиньо (0+0), Кид (л). Россия: Вадим Хамутцких (1+3), Станислав Динейкин (5+10), Сергей Тетюхин (4+13), Роман Яковлев (3+8), Алексей Казаков (1+3), Дмитрий Желтуха (3+7). Выход на замену: Александр Березин (1+11), Алексей Кулешов (2+2), Александр Герасимов (2+1), Константин Ушаков (л). |                                                                 |                                                             |
| № 8(140) | 31.05.1998 Рио-де-Жанейро. Зал «Мараканазиньо». 14 650 зрителей | Бразилия — Россия — 3:1 (15:9, 15:6, 11:15, 15:8)           |
| Бразилия: Роим (4+16), Маурисио (4+2), Жиба (14+25), Дуглас (5+9), Налберт (8+9), Густаво (7+12). Выход на замену: Луис (0+0), Рикардиньо (0+0), Кид (л). Россия: Вадим Хамутцких (1+2), Станислав Динейкин (5+12), Сергей Тетюхин (4+14), Роман Яковлев (5+11), Алексей Казаков (1+3), Дмитрий Желтуха (4+6). Выход на замену: Александр Березин (7+15), Алексей Кулешов (0+2), Александр Герасимов (1+1), Константин Ушаков (2+2), Алексей Бовдуй (л).                                                                                              |                                                                 |                                                             |
| № 9(141) | 5.06.1998 Москва. УСК ЦСКА. 1140 зрителей                       | Россия — Югославия — 3:2 (15:6, 12:15, 15:2, 13:15, 15:12)  |
| Россия: Вадим Хамутцких (2+1), Станислав Динейкин (10+14), Сергей Тетюхин (7+13), Роман Яковлев (19+16), Алексей Казаков (7+8), Дмитрий Желтуха (6+7). Выход на замену: Андрей Воронков (0+2), Алексей Кулешов (0+0), Константин Ушаков (0+0). Югославия: Владимир Батез (3+16), Дьюла Мештер (3+9), Райко Йоканович (4+1), Слободан Ковач (18+12), Игор Вушурович (12+10), Горан Вуевич (8+14). Выход на замену: Эдин Шкорич (0+0), Слободан Бошкан (л).                                                                                             |                                                                 |                                                             |
| № 10(142) | 6.06.1998 Москва. УСК ЦСКА. 1600 зрителей                       | Россия — Югославия — 3:2 (16:14, 15:12, 13:15, 8:15, 15:11) |
| Россия: Дмитрий Желтуха (1+1), Вадим Хамутцких (1+3), Станислав Динейкин (7+21), Сергей Тетюхин (6+3), Роман Яковлев (16+28), Алексей Казаков (10+4). Выход на замену: Андрей Воронков (2+6), Александр Березин (7+15), Алексей Кулешов (1+2), Константин Ушаков (0+0). Югославия: Горан Вуевич (18+21), Дьюла Мештер (4+15), Райко Йоканович (2+5), Слободан Ковач (17+21), Игор Вушурович (6+11), Владимир Батез (4+20). Выход на замену: Эдин Шкорич (0+0), Слободан Бошкан (л).                                                                   |                                                                 |                                                             |
| № 11(143) | 12.06.1998 Гданьск. Спортзал «Оливия». 4500 зрителей            | Польша — Россия — 0:3 (11:15, 7:15, 3:15)                   |
| Польша: Анджей Стельмах (0+2), Пётр Грушка (3+12), Марцин Прус (6+13), Марцин Новак (1+8), Михал Хадала (1+9), Павел Папке (1+6). Выход на замену: Гжегож Шиманьский (0+2), Давид Мурек (0+0), Радослав Внук (0+0). Россия: Вадим Хамутцких (4+1), Станислав Динейкин (5+8), Сергей Тетюхин (1+8), Роман Яковлев (5+23), Алексей Казаков (6+6), Валерий Горюшев (8+8). Выход на замену: Андрей Воронков (1+0), Алексей Кулешов (0+0), Алексей Бовдуй (л).                                                                                             |                                                                 |                                                             |
| № 12(144) | 13.06.1998 Гданьск. Спортзал «Оливия». 3950 зрителей            | Польша — Россия — 1:3 (15:7, 6:15, 5:15, 11:15)             |
| Польша: Анджей Стельмах (0+1), Пётр Грушка (5+20), Радослав Внук (2+4), Марцин Новак (9+12), Павел Папке (11+14), Давид Мурек (5+8). Выход на замену: Павел Загумный (0+0), Себастьян Свидерский (0+0), Михал Хадала (0+0), Марцин Прус (0+1). Россия: Вадим Хамутцких (2+2), Станислав Динейкин (4+6), Сергей Тетюхин (6+11), Роман Яковлев (8+13), Алексей Казаков (9+7), Валерий Горюшев (8+8). Выход на замену: Андрей Воронков (0+0), Алексей Кулешов (0+0), Александр Герасимов (0+0), Алексей Бовдуй (л).                                      |                                                                 |                                                             |
| № 13(145) | 19.06.1998 Москва. УСК ЦСКА. 2500 зрителей                      | Россия — Бразилия — 3:1 (15:13, 15:6, 11:15, 15:11)         |
| Россия: Вадим Хамутцких (2+1), Станислав Динейкин (10+16), Сергей Тетюхин (8+19), Роман Яковлев (10+32), Руслан Олихвер (7+19), Дмитрий Желтуха (2+13). Выход на замену: Александр Березин (1+6), Алексей Казаков (0+0), Валерий Горюшев (1+13), Константин Ушаков (0+1), Алексей Бовдуй (л). Бразилия: Леандро (0+1), Алекс (8+21), Дуглас (4+16), Жиба (9+32), Налберт (2+4), Андре (6+19). Выход на замену: Густаво (0+1), Маниуш (3+14), Рикардо (1+2), Кид (л).                                                                                  |                                                                 |                                                             |
| № 14(146) | 20.06.1998 Москва. УСК ЦСКА. 2300 зрителей                      | Россия — Бразилия — 3:1 (12:15, 15:3, 15:8, 15:10)          |
| Россия: Станислав Динейкин (14+8), Вадим Хамутцких (5+0), Руслан Олихвер (2+4), Валерий Горюшев (8+14), Сергей Тетюхин (8+15), Роман Яковлев (2+13). Выход на замену: Александр Березин (1+5), Алексей Казаков (3+11), Константин Ушаков (1+0), Андрей Воронков (л). Бразилия: Жиба (7+19), Налберт (11+15), Густаво (5+9), Алекс (4+18), Андре (2+12), Рикардо (2+8). Выход на замену: Леандро (0+0), Маниуш (0+0), Кид (л). |                                                                 |                                                             |

### Мировая лига. Финальный турнир
| № 15(147) | 13.07.1998 Аликанте. Спортивный центр. 3447 зрителей        | Испания — Россия — 0:3 (13:15, 11:15, 12:15)           | Западная группа |
| Испания: Карлос Луис Каррено (1+5), Мигель Анхель Фаласка (1+1), Энрике де ла Фуэнте (7+15), Хуан Карлос Роблес (5+10), Рафаэль Паскуаль, Венансио Коста (2+4). Выход на замену: Хуан Карлос Вега (2+5), Хуан Колом (1+3), Косме Пренафета (0+0), Эрнесто Родригес (0+1, л), Хуан Хосе Сальвадор (0+2). Россия: Сергей Тетюхин (5+5), Вадим Хамутцких (0+0), Руслан Олихвер (10+10), Дмитрий Желтуха (1+3), Роман Яковлев (3+13), Станислав Динейкин (7+13). Выход на замену: Александр Березин (3+7), Алексей Казаков (0+1), Александр Герасимов (4+3), Константин Ушаков (1+0), Андрей Воронков (л). |                                                             |                                                        |                 |
| № 16(148) | 14.07.1998 Аликанте. Спортивный центр. 1028 зрителей        | Нидерланды — Россия — 3:0 (15:8, 15:5, 15:11)          | Западная группа |
| Нидерланды: Петер Бланже (0+2), Рейндер Нюммердор (4+3), Альберт Кристина (3+11), Рихард Схёйл (16+17), Гёйдо Гёртзен (5+13), Майк ван де Гор (3+7). Выход на замену: Марко Клок (л). Россия: Вадим Хамутцких (2+0), Руслан Олихвер (8+6), Дмитрий Желтуха (0+0), Станислав Динейкин (1+6), Роман Яковлев (2+13), Сергей Тетюхин (3+7). Выход на замену: Александр Березин (1+5), Алексей Казаков (3+1), Александр Герасимов (1+5), Константин Ушаков (0+0), Андрей Воронков (л). |                                                             |                                                        |                 |
| № 17(149) | 15.07.1998 Аликанте. Спортивный центр. 1037 зрителей        | Бразилия — Россия — 0:3 (10:15, 9:15, 12:15)           | Западная группа |
| Бразилия: Маурисио (0+1), Жиба (4+26), Дуглас (4+10), Роим (1+7), Налберт (6+7), Густаво (4+8), Кид (л). Выход на замену: Рикардо (0+1), Итаполис (3+6). Россия: Александр Березин (7+8), Вадим Хамутцких (2+2), Руслан Олихвер (4+11), Сергей Тетюхин (8+8), Роман Яковлев (10+23), Станислав Динейкин (4+7), Андрей Воронков (л). Выход на замену: Алексей Казаков (0+0), Александр Герасимов (0+0), Дмитрий Желтуха (0+0). |                                                             |                                                        |                 |
| № 18(150) | 17.07.1998 Милан. Дворец спорта «ФИЛА-форм». 3100 зрителей  | Россия — Куба — 0:3 (15:17, 13:15, 4:15)               | «Финал четырёх» |
| Россия: Александр Березин (1+8), Вадим Хамутцких (2+0), Руслан Олихвер (1+14), Сергей Тетюхин (4+4), Роман Яковлев (9+25), Станислав Динейкин (3+10), Андрей Воронков (л). Выход на замену: Алексей Казаков (0+0), Константин Ушаков (0+1), Александр Герасимов (0+0), Дмитрий Желтуха (1+4), Алексей Бовдуй (4+4). Куба: Рауль Диаго (5+1), Иосвани Эрнандес (3+8), Рамон Гато (5+6), Освальдо Эрнандес (10+29), Павел Пимьента (5+8), Ален Рока (4+7), Иван Руис (л). Выход на замену: Анхель Деннис (0+0), Родольфо Санчес (0+2), Алексис Архилаго (0+0).                                           |                                                             |                                                        |                 |
| № 19(151) | 18.07.1998 Милан. Дворец спорта «ФИЛА-форм». 4 100 зрителей | Россия — Нидерланды — 3:0 (15:8, 15:5, 15:11)          | «Финал четырёх» |
| Россия: Вадим Хамутцких (4+3), Руслан Олихвер (5+5), Сергей Тетюхин (6+12), Роман Яковлев (6+15), Алексей Казаков (6+8), Андрей Воронков (7+7). Выход на замену: Станислав Динейкин (1+2), Александр Герасимов (0+0), Александр Березин (0+1), Алексей Бовдуй (л). Нидерланды: Петер Бланже (0+2), Рейндер Нюммердор (0+7), Альберт Кристина (1+10), Рихард Схёйл (6+20), Гёйдо Гёртзен (8+10), Майк ван де Гор (5+5). Выход на замену: Сандер Олстхорн (0+0), Марко Клок (л). |                                                             |                                                        |                 |
| № 20(152) | 19.07.1998 Милан. Дворец спорта «ФИЛА-форм». 8000 зрителей  | Италия — Россия — 2:3 (7:15, 15:5, 13:15, 15:9, 13:15) | «Финал четырёх» |
| Италия: Марко Браччи (17+10), Андреа Джани (11+9), Леондино Джомбини (9+30), Самуэле Папи (6+17), Алессандро Феи (0+0), Марко Меони (2+1). Выход на замену: Джакомо Джиретто (1+7), Андреа Сарторетти (11+10), Христо Златанов (0+0), Дамьяно Пиппи (л). Россия: Сергей Тетюхин (1+7), Роман Яковлев (11+28), Алексей Казаков (6+10), Андрей Воронков (4+5), Вадим Хамутцких (1+4), Руслан Олихвер (2+8). Выход на замену: Станислав Динейкин (9+13), Константин Ушаков (0+0), Дмитрий Желтуха (7+11), Александр Березин (0+0), Алексей Бовдуй (л).                                                    |                                                             |                                                        |                 |

Сборная России показала лучший результат в истории, повторив достижение сборной СССР 1990 года - 2-е место, уступив лишь будущему победителю - сборной Кубы.

### Чемпионат Европы 1999. Квалификация
| № 21(153) | 22.08.1998 Берлин                               | Германия — Россия — 1:3 (16:14, 9:15, 11:15, 4:15) |
| Германия: ??? Россия: Хамутцких, Олихвер, Тетюхин, Яковлев, Воронков , Динейкин. на замену выходили Казаков,Фомин |                                                 |                                                    |
| № 22(154) | 29.08.1998 Белгород. ДС «Космос». 1900 зрителей | Россия — Словакия — 3:0 (15:5, 15:5, 15:10)        |
| Россия: Вадим Хамутцких (4+2), Руслан Олихвер (1+11), Игорь Шулепов (2+5), Алексей Казаков (0+2), Сергей Тетюхин (5+8), Роман Яковлев (12+8). Выход на замену: Станислав Динейкин (2+1), Валерий Горюшев (1+4), Константин Ушаков (0+0), Александр Березин (0+0), Андрей Воронков (2+2). Словакия: Андрей Краварик (3+19), Габриэл Хохолак (2+8), Мариан Ваврек (0+2), Бранко Пистович (1+0), Рихард Немец (4+13), Павел Худик (1+2). Выход на замену: Ваник (0+0), Владимир Прохазка (2+3), Петер Дивиш (1+6). |                                                 |                                                    |
| № 23(155) | 5.09.1998                                       | Югославия — Россия — 3:0 (15:8, 15:12, 15:9)       |
| Югославия: ??? Россия: ??? |                                                 |                                                    |
| № 24(156) | 12.09.1998 Белгород. ДС «Космос». 2900 зрителей | Россия — Югославия — 3:0 (15:12, 15:10, 15:8)      |
| Россия: Станислав Динейкин (11+9), Вадим Хамутцких (0+2), Игорь Шулепов (8+17), Алексей Казаков (7+5), Сергей Тетюхин (4+11), Роман Яковлев (6+15). Выход на замену: Константин Ушаков (0+0), Дмитрий Желтуха (0+0), Александр Березин (2+1), Андрей Воронков (0+0). Югославия: Владимир Батез (3+6), Желько Танаскович (1+3), Слободан Бошкан (4+10), Дьюла Мештер (0+3), Никола Грбич (8+6), Горан Вуевич (4+17). Выход на замену: Джордже Джурич (3+5), Андрия Герич (1+4), Новак Станкович (0+1).           |                                                 |                                                    |
| № 25(157) | 19.09.1998                                      | Словакия — Россия — 0:3 (4:15, 13:15, 7:15)        |
| Словакия: ??? Россия: ??? |                                                 |                                                    |
| № 26(158) | 24.09.1998 Москва. Дворец спорта «Динамо»       | Россия — Германия — 3:1 (15:3, 10:15, 15:5, 15:3)  |
| Россия: Роман Яковлев, Игорь Шулепов, Дмитрий Желтуха, Руслан Олихвер, ??? Германия: ??? |                                                 |                                                    |

По итогам восьми матчей Россия занимает второе место (семь побед, одно поражение), уступая Югославии по разнице партий. Заключительные два матча состоялись в следующем сезоне 1999 года.

### Чемпионат мира
| № 27(159) | 13.11.1998 Уодзу. «Техно спортс доум». 3000 зрителей    | Россия — Турция — 3:0 (15:6, 15:7, 15:6)                    | Группа F                 |
| Россия: Алексей Казаков (8+5), Константин Ушаков (3+4), Сергей Тетюхин (4+8), Руслан Олихвер (3+10), Роман Яковлев (11+10), Игорь Шулепов (2+6). Выход на замену: Дмитрий Фомин (1+3), Дмитрий Желтуха (4+3), Станислав Динейкин (2+3), Александр Березин (0+1), Андрей Воронков (л). Турция: Билеке (0+1), Карталтепе (1+11), Онер (4+6), Акишик (1+12), Оздемир (0+4), Йилмаз (1+1). Выход на замену: Иешилташ (4+3), Бабагирай (0+3), Бенгу (л). |                                                         |                                                             |                          |
| № 28(160) | 14.11.1998 Уодзу. «Техно спортс доум». 4750 зрителей    | Россия — Австралия — 3:0 (15:4, 15:7, 15:9)                 | Группа F                 |
| Россия: Алексей Казаков (8+10), Константин Ушаков (0+3), Сергей Тетюхин (6+9), Руслан Олихвер (5+4), Роман Яковлев (4+13), Игорь Шулепов (5+8). Выход на замену: Дмитрий Фомин (2+7), Игорь Желтуха (1+2), Станислав Динейкин (5+3), Александр Березин (0+1), Вадим Хамутцких (1+0), Андрей Воронков (л). Австралия: Скотт Ньюкомб (0+3), Бенжамин Харди (4+7), Дэниэл Ронэн (0+0), Хидде Ван Бист (4+20), Дэвид Бирд (3+2), Дэниэл Ховард (3+14). Выход на замену: Николас Мортимер (1+5), Рассел Уэнтуорт (0+2), Спирос Маразиос (0+2), Мауэрхофер (0+0), Натан Якавичюс (0+0), Дэвид Уэйт (л). |                                                         |                                                             |                          |
| № 29(161) | 15.11.1998 Уодзу. «Техно спортс доум». 4600 зрителей    | Россия — Югославия — 2:3 (16:14, 16:14, 6:15, 12:15, 14:16) | Группа F                 |
| Россия: Алексей Казаков (7+10), Константин Ушаков (1+0), Сергей Тетюхин (7+13), Руслан Олихвер (5+9), Роман Яковлев (11+13), Игорь Шулепов (2+5). Выход на замену: Дмитрий Фомин (6+8), Дмитрий Желтуха (2+1), Станислав Динейкин (4+2), Александр Березин (2+5), Вадим Хамутцких (3+3), Андрей Воронков (л). Югославия: Горан Вуевич (10+11), Желько Танаскович (0+5), Владимир Батез (0+9), Владимир Грбич (8+11), Андрия Герич (15+14), Никола Грбич (7+6). Выход на замену: Слободан Бошкан (6+4), Дьюла Мештер (2+9), Иван Милькович (1+2), Джордже Джурич (8+11), Игор Вушурович (л).       |                                                         |                                                             |                          |
| № 30(162) | 18.11.1998 Тиба. «Макухари Мессе». 1500 зрителей        | Россия — США — 3:2 (13:15, 15:13, 12:15, 15:7, 15:7)        | Группа H                 |
| Россия: Вадим Хамутцких (2+2), Сергей Тетюхин (8+25), Руслан Олихвер (12+24), Роман Яковлев (6+14), Игорь Шулепов (8+8), Алексей Казаков (4+11). Выход на замену: Дмитрий Фомин (5+22), Станислав Динейкин (2+13), Александр Березин (2+2), Константин Ушаков (1+0), Андрей Воронков (л). США: Томас Хофф (7+18), Ллой Болл (8+3), Кевин Барнетт (4+39), Филлип Итертон (3+15), Майкл Ламберт (10+25), Даниэл Лэндри (6+17). Выход на замену: Кристофер Харгер (3+10), Томас Соренсен (1+9), Грегори Романо (1+0), Кристиан Маккоу (1+0), Эрик Салливэн (л).                                      |                                                         |                                                             |                          |
| № 31(163) | 19.11.1998 Тиба. «Макухари Мессе». 1030 зрителей        | Россия — Китай — 3:1 (15:8, 16:17, 17:16, 15:9)             | Группа H                 |
| Россия: Вадим Хамутцких (0+0), Алексей Казаков (2+4), Сергей Тетюхин (13+16), Руслан Олихвер (3+14), Роман Яковлев (5+8), Игорь Шулепов (6+9). Выход на замену: Дмитрий Фомин (6+21), Станислав Динейкин (2+9), Дмитрий Желтуха (3+6), Александр Березин (4+7), Константин Ушаков (3+1), Андрей Воронков (л). Китай: Чжэн Лян (6+14), Ван Хэбинь (3+6), Чжан Лимин (7+12), Чжу Ган (0+1), Лю Вэйчжун (9+28), Чжан Сян (6+23). Выход на замену: Чэнь Ки (3+7), Чэнь Фэн (2+5), Ань Цзяцзе (0+0), Чжао Юн (0+0), Ли Тимин (л).                                                                      |                                                         |                                                             |                          |
| № 32(164) | 21.11.1998 Тиба. «Макухари Мессе». 1220 зрителей        | Россия — Греция — 3:1 (12:15, 15:6, 15:11, 15:6)            | Группа H                 |
| Россия: Алексей Казаков (7+1), Вадим Хамутцких (0+0), Сергей Тетюхин (12+14), Руслан Олихвер (3+12), Роман Яковлев (2+3), Дмитрий Фомин (7+20). Выход на замену: Станислав Динейкин (1+3), Александр Березин (0+0), Константин Ушаков (2+1), Андрей Воронков (л). Греция: Василеос Курнетас (2+1), Мариос Гиурдас (9+16), Антониос Цакиропулос (4+8), Антониос Ковацеф (10+14), Костас Ангелидис (2+9), Теодорос Чатзиантониу (2+11). Выход на замену: Михаил Христофоридис (0+0), Василеос Митрудис (0+0), Танассис Михалопулос (л).                                                             |                                                         |                                                             |                          |
| № 33(165) | 22.11.1998 Тиба. «Макухари Мессе». 4100 зрителей        | Россия — Украина — 3:0 (17:15, 15:6, 15:6)                  | Группа H                 |
| Россия: Станислав Динейкин (8+8), Вадим Хамутцких (2+1), Сергей Тетюхин (3+3), Руслан Олихвер (2+8), Роман Яковлев (15+20), Дмитрий Желтуха (3+12). Выход на замену: Игорь Шулепов (3+6), Алексей Казаков (1+2), Александр Березин (0+0), Андрей Воронков (л). Украина: Игорь Зайцев (0+2), Игорь Попов (1+15), Александр Шадчин (3+10), Юрий Филиппов (5+14), Владимир Гудыма (5+4), Андрей Сидоренко (0+1). Выход на замену: Виктор Лошаков (0+0), Олег Мушенко (0+0), Сергей Щавинский (0+0), Сергей Пересунчак (л).                                                                           |                                                         |                                                             |                          |
| № 34(166) | 24.11.1998 Хамамацу. «Хамамацу Арена». 2200 зрителей    | Россия — Италия — 1:3 (3:15, 8:15, 15:11, 9:15)             | Группа H                 |
| Россия: Вадим Хамутцких (2+0), Сергей Тетюхин (2+4), Руслан Олихвер (2+16), Роман Яковлев (2+6), Дмитрий Фомин (3+7), Станислав Динейкин (2+10). Выход на замену: Игорь Шулепов (6+14), Дмитрий Желтуха (1+4), Константин Ушаков (2+2), Александр Березин (1+0), Андрей Воронков (л). Италия: Андреа Джани (6+9), Марко Браччи (7+17), Андреа Гардини (5+9), Марко Меони (0+0), Самуэле Папи (12+22), Паскуале Гравина (9+11). Выход на замену: Фердинандо Де Джорджи (0+0), Андреа Сарторетти (1+1), Симоне Розальба (1+1), Алессандро Феи (0+0), Мирко Корсано (л).                             |                                                         |                                                             |                          |
| № 35(167) | 25.11.1998 Хамамацу. «Хамамацу Арена». 3000 зрителей    | Россия — Нидерланды — 3:0 (15:6, 15:12, 15:11)              | Группа H                 |
| Россия: Алексей Казаков (4+10), Константин Ушаков (2+0), Сергей Тетюхин (7+18), Руслан Олихвер (4+8), Дмитрий Фомин (2+9), Игорь Шулепов (10+15). Выход на замену: Александр Березин (0+0), Станислав Динейкин (2+4), Андрей Воронков (л). Нидерланды: Миша Латухихин (0+0), Рейндер Нюммердор (1+10), Бас ван де Гор (3+21), Рихард Схёйл (2+3), Гёйдо Гёртзен (6+21), Майк ван де Гор (2+5). Выход на замену: Марк Бруре (4+11), Сандер Олстхорн (0+0), Марко Клок (л). |                                                         |                                                             |                          |
| № 36(168) | 26.11.1998 Хамамацу. «Хамамацу Арена». 1800 зрителей    | Россия — Югославия — 3:1 (3:15, 15:13, 15:5, 15:11)         | Группа H                 |
| Россия: Константин Ушаков (2+2), Сергей Тетюхин (2+6), Руслан Олихвер (3+10), Дмитрий Фомин (0+1), Алексей Казаков (10+8), Игорь Шулепов (11+8). Выход на замену: Роман Яковлев (4+18), Дмитрий Желтуха (4+6), Александр Березин (0+3), Андрей Воронков (л). Югославия: Дьюла Мештер (1+0), Никола Грбич (2+1), Горан Вуевич (1+3), Желько Танаскович (2+4), Владимир Батез (2+3), Владимир Грбич (5+2). Выход на замену: Джордже Джурич (5+13), Слободан Бошкан (3+9), Андрия Герич (4+7), Иван Милькович (4+12), Велько Петкович (3+1), Игор Вушурович (4+8).                                   |                                                         |                                                             |                          |
| № 37(169) | 28.11.1998 Токио. Олимпийский зал «Ёёги». 2350 зрителей | Россия — Болгария— 3:0 (15:13, 15:2, 15:7)                  | Полуфинал за 5-8-е места |
| Россия: Алексей Казаков (6+8), Константин Ушаков (1+1), Дмитрий Желтуха (0+3), Руслан Олихвер (5+9), Дмитрий Фомин (5+12), Игорь Шулепов (7+9). Выход на замену: Сергей Тетюхин (9+9), Андрей Воронков (л). Болгария: Николай Иванов (1+1), Ивайло Гаврилов (5+7), Пётр Узунов (1+8), Ивайло Стефанов (4+13), Мартин Стоев (1+5), Николай Желязков (1+9). Выход на замену: Христо Цветанов (0+3), Пламен Константинов (0+3), Веселин Димчев (1+0), Евгений Иванов (0+0), Найден Найденов (0+0).                                                                                                   |                                                         |                                                             |                          |
| № 38(170) | 29.11.1998 Токио. Олимпийский зал «Ёёги». 3420 зрителей | Россия — Нидерланды — 3:0 (15:7, 15:12, 15:12)              | Матч за 5-е место        |
| Россия: Алексей Казаков (6+15), Константин Ушаков (1+0), Сергей Тетюхин (8+24), Станислав Динейкин (1+17), Дмитрий Фомин (1+9), Игорь Шулепов (10+22). Выход на замену: Роман Яковлев (3+14), Вадим Хамутцких (1+0), Александр Березин (1+4), Андрей Воронков (л). Нидерланды: Миша Латухихин (0+0), Рейндер Нюммердор (3+14), Бас ван де Гор (6+31), Гёйдо Гёртзен (8+23), Сандер Олстхорн (5+9), Майк ван де Гор (2+11). Выход на замену: Франк Денкерс (0+2), Юстин Сомбрук (0+0), Марко Клок (л).                                                                                             |                                                         |                                                             |                          |

Ключевой для сборной России была встреча со сборной Италии, поражение от которой не позволило выйти в полуфинал даже несмотря на две победы в заключительных турах над действующими олимпийскими чемпионами и чемпионами Европы из Нидерландов и командой Югославии.

## Состав
В скобках после количество игр указано число матчей, проведённых волейболистом в стартовом составе + в качестве либеро
| №  | Игрок               | Год рождения | Амплуа                   | Клуб                                          | Турниры и игры | Турниры и игры | Турниры и игры | Всего матчей | Очки | Отыгр. подачи | Всего очков |
| №  | Игрок               | Год рождения | Амплуа                   | Клуб                                          | ОЧЕ            | МЛ             | ЧМ             | Всего матчей | Очки | Отыгр. подачи | Всего очков |
| -- | ------------------- | ------------ | ------------------------ | --------------------------------------------- | -------------- | -------------- | -------------- | ------------ | ---- | ------------- | ----------- |
| 1  | Роман Яковлев       | 1976         | диагональный             | «Белогорье-Динамо» Белгород                   | 5(4) ?         | 18(17)         | 10(8)          | 33(29)       | 226  | 486           | 712         |
| 2  | Сергей Тетюхин      | 1975         | доигровщик               | «Белогорье-Динамо» Белгород                   | 4(3) ?         | 18(18)         | 12(11)         | 34(33)       | 205  | 367           | 572         |
| 3  | Станислав Динейкин  | 1973         | диагональный блокирующий | «Самотлор» Нижневартовск «Сан-Каэтану-ду-Сул» | 4(1) ?         | 18(16)         | 10(3)          | 32(20)       | 162  | 275           | 437         |
| 4  | Алексей Казаков     | 1976         | блокирующий              | «Искра» Одинцово                              | 4(4) ?         | 18(12)         | 11(10)         | 33(26)       | 146  | 190           | 336         |
| 5  | Руслан Олихвер      | 1969         | блокирующий              | «Репорт» Сузану                               | 2(1) ?         | 8(8)           | 11(11)         | 21(20)       | 87   | 212           | 299         |
| 6  | Игорь Шулепов       | 1972         | доигровщик               | УЭМ-«Изумруд» Екатеринбург                    | 3(2) ?         |                | 11(9)          | 14(11)       | 80   | 132           | 212         |
| 7  | Дмитрий Желтуха     | 1972         | доигровщик               | «Белогорье-Динамо» Белгород «Максиконо» Парма | 4(2) ?         | 13(10)         | 8(2)           | 25(14)       | 64   | 137           | 201         |
| 8  | Дмитрий Фомин       | 1968         | диагональный             | «Сислей» Тревизо                              |                |                | 11(6)          | 11(6)        | 38   | 119           | 157         |
| 9  | Александр Березин   | 1975         | диагональный             | «Искра» Одинцово                              | 2 ?            | 15(2)          | 11             | 28(2)        | 42   | 105           | 147         |
| 10 | Валерий Горюшев     | 1973         | доигровщик               | «Ниппонстил» Осака                            | 1 ?            | 6(4)           |                | 7(4)         | 38   | 75            | 113         |
| 11 | Вадим Хамутцких     | 1969         | связующий                | «Белогорье-Динамо» Белгород                   | 4(4) ?         | 18(17)         | 8(5)           | 30(26)       | 50   | 43            | 93          |
| 12 | Константин Ушаков   | 1970         | связующий                | ЦСКА                                          | 4 ?            | 11(1+1)        | 11(7)          | 26(8+1)      | 28   | 20            | 48          |
| 13 | Андрей Воронков     | 1967         | либеро                   | «Неташ» Стамбул                               | 2 ?            | 10(2+5)        | 12(0+12)       | 24(2+17)     | 16   | 22            | 38          |
| 14 | Александр Герасимов | 1975         | диагональный             | УЭМ-«Изумруд» Екатеринбург                    | 1 ?            | 9(1)           |                | 10(1)        | 14   | 20            | 34          |
| 15 | Алексей Кулешов     | 1979         | блокирующий              | «Белогорье-Динамо» Белгород                   | 2(2)           | 8              |                | 10(2)        | 5    | 11            | 16          |
| 16 | Алексей Бовдуй      | 1977         | доигровщик либеро        | УЭМ-«Изумруд» Екатеринбург                    |                | 7(0+6)         |                | 7(0+6)       | 4    | 4             | 8           |
| 17 | Евгений Митьков     | 1972         | либеро                   | «Каза Модена» Модена «Галатасарай» Стамбул    |                | 4(0+4)         |                | 4(0+4)       | 0    | 0             | 0           |

Примечание: набранные игроками очки приведены за 33 матча (кроме матчей № 133, 153, 155, 157—158)
- Главный тренер — Геннадий Шипулин.

Всего в 1998 году в составе сборной России в официальных турнирах играло 17 волейболистов. Дебютировали в составе сборной Алексей Бовдуй, Андрей Воронков, Александр Герасимов, Алексей Кулешов, Роман Яковлев.

## Итоги
Всего в 1998 году сборная России провела 38 официальных матчей, победив 30 раз и уступив в 8 поединках при соотношении партий 96:41. Соперниками россиян в этих матчах были национальные сборные 18 стран.
| Турнир                                        | И  | В  | П | С/П   | Место |
| --------------------------------------------- | -- | -- | - | ----- | ----- |
| Квалификация чемпионата Европы 1999           | 8  | 7  | 1 | 21:5  |       |
| Мировая лига 1998. Интерконтинентальный раунд | 12 | 9  | 3 | 30:17 | 2 гр. |
| Мировая лига. Финальный турнир                | 6  | 4  | 2 | 12:8  | 2     |
| Чемпионат мира 1998                           | 12 | 10 | 2 | 33:11 | 5     |